# Temporada 2023 de Super Fórmula Lights
La temporada 2023 de Super Fórmula Lights fue la cuarta temporada de dicho campeonato. La temporada comenzó el 20 de mayo en Ōita y finalizó el 12 de noviembre en Motegi.
Algunas rondas se disputaron como soporte a las rondas del Campeonato de Super Fórmula Japonesa.
El japonés Iori Kimura se quedó con el título de pilotos, y B-Max Racing Team se quedó con el Campeonato de Escuderías. Nobuhiro Imada ganó el título de Masters' Class, mientras que Spiess ganó el Campeonato de Fabricantes de Motores.

## Escuderías y pilotos
Las escuderías y pilotos para la temporada 2023 fueron los siguientes:
| Escudería         | Motor                            | N.º | Piloto         | Estado | Rondas   |
| ----------------- | -------------------------------- | --- | -------------- | ------ | -------- |
| TOM'S             | TOM'S                            | 1   | Hibiki Taira   |        | Todas    |
| TOM'S             | TOM'S                            | 35  | Seita Nonaka   |        | Todas    |
| TOM'S             | TOM'S                            | 36  | Yuga Furutani  |        | Todas    |
| TOM'S             | TOM'S                            | 37  | Enzo Trulli    |        | Todas    |
| Toda Racing       | Siegfried Spiess Motorenbau GmbH | 2   | Syun Koide     |        | Todas    |
| B-Max Racing Team | Siegfried Spiess Motorenbau GmbH | 4   | Nobuhiro Imada | M      | 1-2, 4-6 |
| B-Max Racing Team | Siegfried Spiess Motorenbau GmbH | 4   | Togo Suganami  |        | 3        |
| B-Max Racing Team | Siegfried Spiess Motorenbau GmbH | 50  | Iori Kimura    |        | Todas    |
| B-Max Racing Team | Siegfried Spiess Motorenbau GmbH | 51  | David Vidales  |        | Todas    |
| B-Max Racing Team | Siegfried Spiess Motorenbau GmbH | 52  | Igor Fraga     |        | Todas    |
| B-Max Racing Team | Siegfried Spiess Motorenbau GmbH | 53  | Takashi Hata   | M      | 1-3, 5   |
| B-Max Racing Team | Siegfried Spiess Motorenbau GmbH | 53  | Togo Suganami  |        | 4, 6     |
| B-Max Racing Team | TOMEI Engine                     | 30  | «Dragon»       | M      | 1-2, 4-6 |
| B-Max Racing Team | TOMEI Engine                     | 30  | «Dragon»       | 3      |          |
| Rn-sports         | Siegfried Spiess Motorenbau GmbH | 10  | Yuui Tsutsumi  |        | 1-4      |
| Rn-sports         | Siegfried Spiess Motorenbau GmbH | 10  | Sota Ogawa     |        | 6        |

| Icono | Estado        |
| ----- | ------------- |
| M     | Clase Másters |

## Calendario
El calendario para la temporada 2023 se anunció el 30 de noviembre de 2022. Dado que el primer evento tuvo lugar a finales de mayo, la temporada comenzó seis semanas más tarde de lo habitual. Sólo se llevaron a cabo tres eventos en apoyo del Campeonato de Super Fórmula Japonesa, una reducción significativa con respecto a años anteriores.
| Ronda   | Ronda | Circuito                                    | Fecha            |
| ------- | ----- | ------------------------------------------- | ---------------- |
| 1       | C1    | Autopolis, Ōita                             | 20 de mayo       |
| 1       | C2    | Autopolis, Ōita                             | 21 de mayo       |
| 1       | C3    | Autopolis, Ōita                             | 21 de mayo       |
| 2       | C1    | Sportsland SUGO, Murata                     | 17 de junio      |
| 2       | C2    | Sportsland SUGO, Murata                     | 18 de junio      |
| 2       | C3    | Sportsland SUGO, Murata                     | 18 de junio      |
| 3       | C1    | Circuito de Suzuka, Suzuka                  | 1 de julio       |
| 3       | C2    | Circuito de Suzuka, Suzuka                  | 2 de julio       |
| 3       | C3    | Circuito de Suzuka, Suzuka                  | 2 de julio       |
| 4       | C1    | Fuji Speedway, Oyama                        | 15 de julio      |
| 4       | C2    | Fuji Speedway, Oyama                        | 16 de julio      |
| 4       | C3    | Fuji Speedway, Oyama                        | 16 de julio      |
| 5       | C1    | Circuito Internacional de Okayama, Mimasaka | 9 de septiembre  |
| 5       | C2    | Circuito Internacional de Okayama, Mimasaka | 10 de septiembre |
| 5       | C3    | Circuito Internacional de Okayama, Mimasaka | 10 de septiembre |
| 6       | C1    | Mobility Resort Motegi, Motegi              | 11 de noviembre  |
| 6       | C2    | Mobility Resort Motegi, Motegi              | 12 de noviembre  |
| 6       | C3    | Mobility Resort Motegi, Motegi              | 12 de noviembre  |
| Fuente: |       |                                             |                  |

## Resultados
| Ronda | Ronda | Ronda                             | Pole Position | Vuelta rápida | Piloto ganador | Escudería ganadora | Ganador Másters |
| ----- | ----- | --------------------------------- | ------------- | ------------- | -------------- | ------------------ | --------------- |
| 1     | C1    | Autopolis                         | Iori Kimura   | Iori Kimura   | Iori Kimura    | B-Max Racing Team  | Nobuhiro Imada  |
| 1     | C2    | Autopolis                         | Iori Kimura   | Iori Kimura   | Iori Kimura    | B-Max Racing Team  | «Dragon»        |
| 1     | C3    | Autopolis                         |               | Iori Kimura   | Iori Kimura    | B-Max Racing Team  | «Dragon»        |
| 2     | C1    | Sportsland SUGO                   | Hibiki Taira  | Hibiki Taira  | Hibiki Taira   | TOM'S              | Nobuhiro Imada  |
| 2     | C2    | Sportsland SUGO                   | Hibiki Taira  | Iori Kimura   | Hibiki Taira   | TOM'S              | Nobuhiro Imada  |
| 2     | C3    | Sportsland SUGO                   |               | Seita Nonaka  | Igor Fraga     | B-Max Racing Team  | «Dragon»        |
| 3     | C1    | Circuito de Suzuka                | Hibiki Taira  | Igor Fraga    | Togo Suganami  | B-Max Racing Team  | Takashi Hata    |
| 3     | C2    | Circuito de Suzuka                | Iori Kimura   | Iori Kimura   | Iori Kimura    | B-Max Racing Team  | Takashi Hata    |
| 3     | C3    | Circuito de Suzuka                |               | Hibiki Taira  | Hibiki Taira   | TOM'S              | Takashi Hata    |
| 4     | C1    | Fuji Speedway                     | Enzo Trulli   | Enzo Trulli   | Enzo Trulli    | TOM'S              | Nobuhiro Imada  |
| 4     | C2    | Fuji Speedway                     | Hibiki Taira  | Hibiki Taira  | Syun Koide     | Toda Racing        | Nobuhiro Imada  |
| 4     | C3    | Fuji Speedway                     |               | Iori Kimura   | Enzo Trulli    | TOM'S              | Nobuhiro Imada  |
| 5     | C1    | Circuito Internacional de Okayama | Syun Koide    | Syun Koide    | Syun Koide     | Toda Racing        | Nobuhiro Imada  |
| 5     | C2    | Circuito Internacional de Okayama | Igor Fraga    | Hibiki Taira  | Syun Koide     | Toda Racing        | «Dragon»        |
| 5     | C3    | Circuito Internacional de Okayama |               | Syun Koide    | Syun Koide     | Toda Racing        | Nobuhiro Imada  |
| 6     | C1    | Mobility Resort Motegi            | Iori Kimura   | Iori Kimura   | Iori Kimura    | B-Max Racing Team  | Nobuhiro Imada  |
| 6     | C2    | Mobility Resort Motegi            | Iori Kimura   | Iori Kimura   | Iori Kimura    | B-Max Racing Team  | Nobuhiro Imada  |
| 6     | C3    | Mobility Resort Motegi            |               | Togo Suganami | Togo Suganami  | B-Max Racing Team  | Nobuhiro Imada  |

## Clasificaciones

### Sistema de puntuación
| Posición | 1.º | 2.º | 3.º | 4.º | 5.º | 6.º | Pole | VR |
| Puntos   | 10  | 7   | 5   | 3   | 2   | 1   | 1    | 1  |

### Campeonato de Pilotos
| Pos. | Piloto         | AUT | AUT | AUT | SUG | SUG | SUG | SUZ | SUZ | SUZ | FUJ | FUJ | FUJ | OKA | OKA | OKA | MOT | MOT | MOT | Puntos |
| ---- | -------------- | --- | --- | --- | --- | --- | --- | --- | --- | --- | --- | --- | --- | --- | --- | --- | --- | --- | --- | ------ |
| 1    | Iori Kimura    | 1   | 1   | 1   | 3   | 2   | 8   | 11  | 1   | 5   | 6   | 2   | 3   | 11  | 3   | 6   | 1   | 1   | 2   | 113    |
| 2    | Hibiki Taira   | 2   | 6   | 2   | 1   | 1   | 12  | 2   | 2   | 1   | 3   | 3   | 2   | 5   | 4   | 4   | 4   | 5   | 3   | 102    |
| 3    | Syun Koide     | 5   | 2   | 5   | 4   | 3   | 3   | 4   | 5   | 6   | 4   | 1   | 7   | 1   | 1   | 1   | 7   | 3   | 8   | 81     |
| 4    | Igor Fraga     | Ret | 4   | 7   | 2   | 6   | 1   | Ret | 9   | 7   | 8   | 4   | 8   | 2   | 2   | 2   | 3   | 2   | 4   | 62     |
| 5    | Enzo Trulli    | 7   | 7   | 6   | 5   | 4   | 2   | 5   | 7   | 4   | 1   | DSQ | 1   | 7   | Ret | 5   | 8   | 6   | 6   | 44     |
| 6    | Togo Suganami  |     |     |     |     |     |     | 1   | 8   | 2   | 5   | 7   | 5   |     |     |     | 2   | 11  | 1   | 39     |
| 7    | Seita Nonaka   | 6   | 5   | 10  | 6   | 9   | 4   | 3   | 3   | 3   | 7   | 6   | 9   | 3   | 5   | Ret | 5   | 4   | 7   | 36     |
| 8    | Yuga Furutani  | 3   | 3   | 3   | Ret | 8   | 7   | 7   | 4   | 8   | 9   | Ret | 6   | 6   | 6   | 7   | 6   | 8   | 5   | 24     |
| 9    | David Vidales  | 4   | Ret | 4   | 11  | 5   | 6   | 6   | 6   | 10  | Ret | 10  | 10  | 4   | 7   | 3   | DNS | DNS | DNS | 19     |
| 10   | Yuui Tsutsumi  | 8   | 8   | 8   | 7   | 7   | 5   | 9   | 10  | 9   | 2   | 5   | 4   |     |     |     |     |     |     | 14     |
| 11   | Sota Ogawa     |     |     |     |     |     |     |     |     |     |     |     |     |     |     |     | 9   | 7   | 9   | 0      |
| 12   | Nobuhiro Imada | 9   | 10  | 11  | 8   | 10  | 11  |     |     |     | 10  | 8   | 11  | 8   | 9   | 8   | 10  | 9   | 10  | 0      |
| 13   | «Dragon»       | 10  | 9   | 9   | 9   | 11  | 9   | 10  | 12  | 12  | 11  | 9   | 12  | 9   | 8   | 9   | 11  | 10  | 11  | 0      |
| 14   | Takashi Hata   | 11  | DNS | DNS | 10  | Ret | 10  | 8   | 11  | 11  |     |     |     | 10  | 10  | 10  |     |     |     | 0      |
| Pos. | Piloto         | AUT | AUT | AUT | SUG | SUG | SUG | SUZ | SUZ | SUZ | FUJ | FUJ | FUJ | OKA | OKA | OKA | MOT | MOT | MOT | Puntos |

| Color     | Resultado              |
| --------- | ---------------------- |
| Oro       | Ganador                |
| Plata     | 2.ª plaza              |
| Bronce    | 3.ª plaza              |
| Verde     | Finalizó en los puntos |
| Azul      | Finalizó sin puntos    |
| Azul      | NC - No clasificado    |
| Violeta   | Ret - No terminó       |
| Rojo      | DNQ - No se clasificó  |
| Negro     | DSQ - Descalificado    |
| Blanco    | DNS - No empezó        |
| Blanco    | WD - Retirado          |
| Blanco    | C - Carrera cancelada  |
| Sin color | DNP - No participó     |
| Sin color | INJ - Lesionado        |
| Sin color | EX - Excluido          |

| Estado  | Resultado |
| ------- | --- |
| Negrita | Pole position |
| Cursiva | Vuelta rápida puntuable, el piloto cumplió los requisitos para ser bonificado con uno o más puntos por lograr la vuelta rápida |
| †       | Abandona, pero clasifica al completar el porcentaje requerido para ello                                                        |

### Clase Másters
| Pos. | Piloto         | Puntos |
| ---- | -------------- | ------ |
| 1    | Nobuhiro Imada | 150    |
| 2    | «Dragon»       | 127    |
| 3    | Takashi Hata   | 68     |

### Campeonato de Escuderías
| Pos. | Escudería         | Puntos |
| ---- | ----------------- | ------ |
| 1    | B-Max Racing Team | 146    |
| 2    | TOM'S             | 117    |
| 3    | Toda Racing       | 78     |
| 4    | Rn-sports         | 14     |

### Campeonato de Fabricantes
| Pos. | Fabricante                       | Puntos |
| ---- | -------------------------------- | ------ |
| 1    | Siegfried Spiess Motorenbau GmbH | 163    |
| 2    | TOM'S                            | 117    |
| 3    | TOMEI Engine                     | 0      |